# Willi Kaidel
Wilhelm Andreas "Willi" Kaidel (ur. 20 kwietnia 1912 w Schweinfurcie, zm. 2 kwietnia 1978 tamże) – niemiecki wioślarz, srebrny medalista olimpijski.
Wystartował w dwójkach podwójnych na igrzyskach olimpijskich w Berlinie w 1936 roku. W parze z Joachimem Pirschem wywalczył srebrny medal. Walkę o złoty medal przegrali z Brytyjczykami o 5,4 sekundy. Był to jego jedyny start olimpijski.
W tej samej konkurencji zdobył również złoty medal na mistrzostwach Europy w Amsterdamie (1937).
Razem z Pirschem zdobywał także mistrzostwo kraju w latach 1936-1937. Jego syn, Siegfried Kaidel, był prezydentem Niemieckiego Związku Wioślarstwa.